# Municipio de Atitalaquia
El municipio de Atitalaquia es uno de los ochenta y cuatro municipios que conforman el estado de Hidalgo, México. La cabecera municipal es la localidad de Atitalaquia, y la localidad más poblada es Cardonal.
Atitalaquia se localiza al sur del territorio hidalguense entre los paralelos 20°1′ y 20° 06 de latitud norte; los meridianos 99°8′ y 99°18′ de longitud oeste; con una altitud entre 2000 y 2700 m s. n. m. Este municipio cuenta con una superficie de 62.50 km², y representa el 0.30 % de la superficie del estado; dentro de la región geográfica denominada como Valle del Mezquital.
Colinda al norte con los municipios de Tlaxcoapan y Tetepango; al este con el municipio de Ajacuba; al sur con los municipios de Atotonilco de Tula y Tula de Allende; al oeste con el municipio de Tula de Allende y Tlaxcoapan.
Atitalaquia se considera dentro de los municipios metropolitanos de la zona metropolitana de Tula, integrada también por los municipios de Tula de Allende, Atotonilco de Tula, Tlahuelilpan y Tlaxcoapan, siendo Tula de Allende el municipio central.

## Toponimia
El nombre de Atitalaquia proviene de la lengua Náhuatl atl, -agua-, talaquia -entrada-, es decir lugar donde se mete el agua o resumidero.

## Geografía

### Relieve e hidrográfica
En cuanto a fisiografía se encuentra en las provincias Eje Neovolcánico; dentro de la subprovincia de Llanuras y Sierras de Querétaro e Hidalgo. Su territorio es lomerío (43.0%),, sierra (39.0%) y llanura (18.0%).
En cuanto a su geología corresponde al periodo neógeno (69.0%) y cuaternario (11.1%). Con rocas tipo ígnea extrusiva: volcanoclástico (63.0%) y basalto brecha volcánica básica (6.0%); Suelo: aluvial (11.1%). En cuanto a edafología el suelo dominante es vertisol (29.0%), leptosol (26.0%) y phaeozem (25.1%).
En lo que respecta a la hidrología se encuentra posicionado en la región hidrológica del Pánuco; en la cuenca del río Moctezuma; dentro de la subcuenca río Salado (81.0%) y río Tula (19.0%). El río Salado, nace en las barrancas de Hueypoztla pasando por el municipio y entra a la presa de la hacienda de San Sebastián, que en tiempo de seca recoge toda su agua. En el de lluvias se aumenta considerablemente por las avenidas y sigue hasta reunirse con el río grande de Tezontepec y Mixquiahuala. También existe un manantial de buena agua en las orillas del pueblo de Tlameco.

### Clima
El territorio municipal se encuentran los siguientes climas con su respectivo porcentaje: Semiseco templado (100.0%). Con una temperatura media anual de 16.50 °C y una precipitación pluvial anual de 947 milímetros.

### Ecología
La flora está formada pastos naturales y matorrales espinosos. También proporciona maderas de árbol del pirul, mezquite, huisache, fresno y encino. La fauna son lobos, coyotes, venados, víboras, alicantes y una gran variedad de insectos y arácnidos.

## Demografía

### Población
De acuerdo a los resultados que presentó el Censo Población y Vivienda 2020 del INEGI, el municipio cuenta con un total de 31 525 habitantes, siendo 15 481 hombres y 16 044 mujeres. Tiene una densidad de 504.8 hab/km², la mitad de la población tiene 31 años o menos, existen 96 hombres por cada 100 mujeres.
El porcentaje de población que habla lengua indígena es de 0.48 %, y el porcentaje de población que se considera afromexicana o afrodescendiente es de 1.56 %. Tiene una Tasa de alfabetización de 99.5 % en la población de 15 a 24 años, de 96.5 % en la población de 25 años y más. El porcentaje de población según nivel de escolaridad, es de 2.5 % sin escolaridad, el 50.8 % con educación básica, el 25.7 % con educación media superior, el 20.8 % con educación superior, y 0.1 % no especificado.
El porcentaje de población afiliada a servicios de salud es de 73.6 %. El 38.3 % se encuentra afiliada al IMSS, el 33.4 % al INSABI, el 3.8 % al ISSSTE, 1.2 % IMSS Bienestar, 22.8 % a las dependencias de salud de PEMEX, Defensa o Marina, 0.9 % a una institución privada, y el 0.4 % a otra institución. El porcentaje de población con alguna discapacidad es de 4.6 %. El porcentaje de población según situación conyugal, el 35.1 % se encuentra casada, el 31.3 % soltera, el 22.5 % en unión libre, el 5.2 % separada, el 1.6 % divorciada, el 4.2 % viuda.
Para 2020, el total de viviendas particulares habitadas es de 8714 viviendas, representa el 1.0 % del total estatal. Con un promedio de ocupantes por vivienda 3.6 personas. Predominan las viviendas con los siguientes materiales: adobe, tabique y madera. En el municipio para el año 2020, el servicio de energía eléctrica abarca una cobertura del 99.5 %; el servicio de agua entubada un 74.0 %; el servicio de drenaje cubre un 98.9 %; y el servicio sanitario un 98.9 %.

### Localidades
Para el año 2020, de acuerdo al Catálogo de Localidades, el municipio cuenta con 20 localidades.
| Código INEGI | Localidad                                          | Población (2020) | Porcentaje (%) | Ámbito Población | Categoría Población |
| ------------ | -------------------------------------------------- | ---------------- | -------------- | ---------------- | ------------------- |
| 130100002    | Cardonal                                           | 12 081           | 38.32          | Urbano           | Pueblo              |
| 130100001    | Atitalaquia                                        | 6924             | 21.96          | Urbano           | Cabecera municipal  |
| 130100008    | San Gerónimo Tlamaco                               | 3885             | 12.32          | Urbano           | Comunidad           |
| 130100006    | Tezoquipa                                          | 3416             | 10.84          | Urbano           | Comunidad           |
| 130100007    | Tlalminulpa                                        | 2797             | 8.87           | Urbano           | Comunidad           |
| 130100012    | Unidad Habitacional Antonio Osorio de León (Bojay) | 1996             | 6.33           | Rural            | Comunidad           |
| 130100014    | Colonia Refinería (Colonia de los Ingenieros)      | 221              | 0.70           | Rural            | Ranchería           |
| 130100013    | La Cantera                                         | 98               | 0.31           | Rural            | Ranchería           |
| 130100028    | Los Cedros                                         | 24               | 0.08           | Rural            | Ranchería           |
| 130100026    | La Vega                                            | 18               | 0.06           | Rural            | Ranchería           |
| 130100025    | Ejido de San Luis                                  | 16               | 0.05           | Rural            | Ranchería           |
| 130100033    | Ejido San Isidro Bojayito (El Monte)               | 15               | 0.05           | Rural            | Ranchería           |
| 130100032    | Tula [Parque Industrial]                           | 10               | 0.03           | Rural            | Ranchería           |
| 130100010    | San Isidro Bojayito (Exhacienda Bojayito)          | 7                | 0.02           | Rural            | Ranchería           |
| 130100017    | La Loma de Ixtazacuala (La Loma)                   | 5                | 0.02           | Rural            | Ranchería           |
| 130100034    | Ejido de Tlalminulpa (El Salitre)                  | 4                | 0.01           | Rural            | Ranchería           |
| 130100011    | Rancho Chihuahua                                   | 3                | 0.01           | Rural            | Ranchería           |
| 130100024    | Ejido San Luis                                     | 2                | 0.01           | Rural            | Ranchería           |
| 130100009    | San José Bojay el Grande                           | 2                | 0.01           | Rural            | Ranchería           |
| 130100029    | Magueyal Viejo                                     | 1                | 0.00           | Rural            | Ranchería           |

## Política
Se erigió como municipio el 15 de febrero de 1826. El Ayuntamiento está compuesto por: 1 presidente municipal, 1 síndico, 8 regidores y 8 delegados municipales. De acuerdo al Instituto Nacional electoral (INE) el municipio está integrado 10 secciones electorales, de la 0152 a la 0161. Para la elección de diputados federales a la Cámara de Diputados de México y diputados locales al Congreso de Hidalgo, se encuentra integrado al V Distrito Electoral Federal de Hidalgo y al XV Distrito Electoral Local de Hidalgo. A nivel estatal administrativo pertenece a la Macrorregión III y a la Microrregión I, además de a la Región Operativa II Tula.

### Cronología de presidentes municipales
| Periodo                  | Nombre                               | Afiliación política        |
| ------------------------ | ------------------------------------ | -------------------------- |
| 1964-1967                | Rubén Mígueles Navarro               | -                          |
| 1967-1970                | Onesimo Pérez Chávez                 | -                          |
| 1970-1973                | Elíseo López García                  | -                          |
| 1973-1976                | Vicente Ángeles García               | -                          |
| 1976-1979                | Onesimo Pérez Chávez                 | -                          |
| 1979-1982                | Apolo Domínguez Domínguez            | -                          |
| 1982-1985                | Vicente Ángeles García               | -                          |
| 1985-1988                | Luciano Hernández Pérez              | -                          |
| 1988-1991                | Eugenio San Nicolás Trejo            | -                          |
| 1991-1994                | Benito Álvarez Suárez                | -                          |
| 16/01/1994 al 15/01/1997 | Arturo Peña López                    | PARM                       |
| 16/01/1997 al 15/01/2000 | Telesforo Obregón Lugo               | PRI                        |
| 16/01/2000 al 15/01/2003 | Lorenzo Agustín Hernández            | PRI                        |
| 16/01/2003 al 15/01/2006 | Julián Fernando Viveros Medina       | PAN                        |
| 16/01/2006 al 15/01/2009 | Severiano Claudio Espinosa Castañeda | PRI                        |
| 16/01/2009 al 15/01/2012 | Leonardo Olguín Prado                | Coalición Mas x Hidalgo    |
| 16/01/2012 al 04/09/2016 | Paulino Jaime Reyes Galindo          | Juntos por Hidalgo         |
| 05/09/2016 al 04/09/2020 | María Antonieta Herrera Jiménez      | PAN                        |
| 05/09/2020 al 14/12/2020 | José Luis Hernández Gayosso          | Concejo municipal Interino |
| 15/12/2020 al 13/10/2023 | Lorenzo Agustín Hernández Olguín     | PRI                        |
| 13/10/2023 al 04/09/24   | Jorge Ramírez López                  | PRI                        |
| 05/09/2024 al 04/09/2027 | Claudia Arisbee Sandoval Ramírez     | Morena                     |

## Economía
En 2015 el municipio presenta un IDH de 0.792 Alto, por lo que ocupa el lugar 4° a nivel estatal; y en 2005 presentó un PIB de $1 919 961 486 pesos mexicanos, y un PIB per cápita de $77 577 (precios corrientes de 2005).
De acuerdo con el Consejo Nacional de Evaluación de la Política de Desarrollo Social (Coneval), el municipio registra un Índice de Marginación Muy Bajo; y el 37.1% de la población se encuentra en pobreza moderada y 6.2%  se encuentra en pobreza extrema.
A datos de 2015, en materia de agricultura la actividad no es muy relevante en este municipio, la principal siembra es de maíz forrajero. La ganadería se sacrificaron 2233 cabezas de ganado bovino, 1820 cabezas porcinas, 209 cabezas de ganado ovino, además de 15 284 aves.
En lo que respecta al comercio para el año de 2015 existían en el municipio tres tiendas de DICONSA, y un tianguis. Cuenta también con un tianguis semanal donde se venden productos de la región, siete tiendas Diconsa y una lechería Liconsa.
De acuerdo con cifras al año 2015 presentadas en los censos económicos por el INEGI, la Población Económicamente Activa (PEA) de 12 años y más del municipio asciende a 11 368 de las cuales 10 783 se encuentran ocupadas y 585 se encuentran desocupadas. El 7.69% pertenece al sector primario, el 45.41% pertenece al sector secundario, el 44.64% pertenece al sector terciario.